# Bayer 04 Leverkusen II
A Bayer 04 Leverkusen II a német Bayer 04 Leverkusen tartalék labdarúgócsapata volt. 2002-ig Bayer 04 Leverkusen Amateure néven szerepeltek. A csapat 2014 nyarán egyesült az első csapattal, így megszűnt külön létezni. Utolsó idényét a német negyedosztály nyugati csoportjában (Regionalliga West) töltötte.

## Története
A Bayer Leverkusen második számú, amatőr/ifjúsági csapata 1978-ban jutott fel a Verbandsliga Mittelrheinbe, mely a szerteágazó német labdarúgás egyik negyedosztályú bajnokságát jelentette. Három szezon után már a harmadosztályú Oberliga Nordrhein tagjai voltak és maradtak is 17 idényen át - igaz, a Regionalliga-rendszer bevezetése miatt bajnokságuk 1994-ben negyedosztályú lett. 1997 és 2008 között folyamatosan ingáztak a negyedosztály és a harmadosztály (Regionalliga West/Südwest és Nord) között. 2008-tól stabilan a Regionalliga West - a 3. liga megalakulása miatt már negyedosztály - tagjai voltak. A csapatot végül 2014 nyarán megszüntették. A Bayer Leverkusen vezetőségének álláspontja szerint a negyedosztály nem támasztott elég kihívást a fiatal játékosok számára, a jövőben az U17-es és U19-es csapatokból érkezők rögtön a Bundesligában szereplő nagycsapatnál mutatkoznak be.

## Sikerek
- Oberliga Nordrhein (negyedosztály)
  - Bajnok: 1997-98, 2000-01, 2004-05
  - Ezüstérmes: 2007-08
- Verbandsliga Mittelrhein (negyedosztály)
  - Bajnok: 1980-81
- Mittelrheinpokal (tartományi kupa)
  - Győztes: 1996, 1998, 2000, 2003, 2007
  - Ezüstérmes: 1997, 2005, 2006

## Ismert Leverkusen II nevelések
| - Christoph Kramer - Kevin Kampl - Fabian Giefer | - Stefan Reinartz - Jens Hegeler - Jan-Ingwer Callsen-Bracker | - Marcel Risse - René Adler - Tom Starke | - Gonzalo Castro - Richard Sukuta-Pasu - Marko Babić | - Landon Donovan |